# إرفين رودولف
إرفين رودولف (بالإنجليزية: Erwin Rudolph)‏ هو لاعب بلياردو أمريكي ‏ أمريكي، ولد في 30 ديسمبر 1893، وتوفي في 19 مايو 1957.